# Пиер Ле Мойн д’Ибервил
Пиер Ле Мойн д’Ибервил и д’Ардилиер е френски войник, моряк, изследовател по времето на френската колонизация в Америка и основател на първото френско селище във Френска Луизиана.

## Ранни години (1661 – 1698)
Роден е на 16 юли 1661 година във Вил-Мари, Френска Канада (днес Монреал, Канада), трето от 14-те деца на Шарл Ле Мойн дьо Лонгьои (1626 – 1685) и Катрин Тиери (1641 – 1690). Служи във френската армия като войник и моряк и неговия опит и храброст му спечелват слава на голям герой на Нова Франция.
По време на непрекъснатите войни за територии между Франция и Англия в Северна Америка, той и двама от братята му извършват дръзки нападения срещу английските предни постове в района на Хъдсъновия залив. Заради военните му успехи през 1690 г. е издигнат в пост във военна Нова Франция. През 1697 ръководи френските канадци в победата в битката при Хъдсъновия залив. По-късно същата година отплава за Франция, където крал Луи XIV го провъзгласява за ръководител на една експедиция натоварена със задачата да изгради поредица от крепости, които да защитават американските територии на Франция в долината на Мисисипи, които са провъзгласени за френски владения 15 години по-рано от изследователя Рене Робер дьо Ла Сал. Задачата на д’Ибервил е да преоткрие отново и да подсигури устието на Мисисипи като постави основите на бъдеща колонизация на региона.

## Експедиционна дейност (1698 – 1701)
В края на 1698 г., д’Ибервил напуска пристанището на Брест, Франция, с четири кораба, придружен от 18-годишния му брат Жан Батист. Флотилията достига залива Пенсакола на следващата година и открива, че той е зает от испанците. Французите продължават на запад до залива Мобил и после нагоре по Мисисипи, търсейки идеално място за строеж на селище. Накрая д’Ибервил нарежда строителството на Форт Морепас на залива Билокси, където е днешният Оушън Спрингс в щата Мисисипи. След това д’Ибервил се връща във Франция, но преди това прави две проучвателни експедиции по брега на залива през 1700 и 1701 г. Дейностите му са описани в аналите на Луизиана (1698 – 1722) от корабния дърводелец Андре Пенигот.

## Следващи години (1701 – 1706)
През 1702 г., д’Ибервил премества населеното място до делтата на река Мобил – Тинсо в близост до мястото на днешен Мобил и го нарича Форт Луис. Форта и заобикалящите го селища служат като първата столица на необятната територия, която става известна като Ла Луизиана.
През 1706 г., докато е ангажиран в морски битки с англичаните, д’Ибервил се разболява от жълта треска и умира на 9 юли 1706 година в Хавана, Куба, на 44-годишна възраст.